# 田口線
田口線（日语：／）是日本一條曾經連接愛知縣南設樂郡鳳來町（現時：新城市）本長篠站至北設樂郡設樂町三河田口站之間，由豐橋鐵道經營的鐵路線。由於此路線的過去，此線也被稱為1067毫米的森林鐵路。
為了運送木材，於1929年（昭和4年）開設部分區間。在1932年（昭和7年）全線開通。在1965年（昭和40年）和1968年（昭和43年）分別暫停部分區間。最後在1968年全線廢除。

## 歷史
為了運送來自段戶山系御料林的木材，成立時，從宮內省（現時：宮內廳。在戰後，御料林的國有林由林野廳管轄）出資，連同豐川鐵道和鳳來寺鐵道，合共佔77%的資本。在田峰站與三河田口站之間建設收集木材用的森林鐵路（狹軌小火車）。
田口鐵道除了本業鐵路運輸外，於鳳來町海老地內的雙瀨和稻目兩處設有採石場，兼營礫石處理和銷售業務
在田口鐵道上，會共用豐川和鳳來寺兩間鐵路公司的車輛。在1943年（昭和18年）8月1日，兩間公司被國有化時，田口鐵道並沒有被國有化。跟據鐵道敷設法別表第63號的計劃，於遠美線（大井 - 稻武 - 浦川 - 三河大野 - 遠江二俁）中沒有途經田口這地方。因此在該法下，雖然此路線不是先行建設路線，但是在國有化前，由於三條鐵路實際上會以一體化的方式營運。因此直至1952年（昭和27年）前，此路線會由日本國有鐵道負責運輸管理。這樣的例子還有沙流鐵道。
終點站三河田口站位於寒狹川旁，距離田口市中心4公里處。而從清崎站至市內之間有一個陡坡，另外為了方便運送木材，股東之一宮內省堅持在寒狹川旁敷設路軌。但是在後期木材運輸量減少後，也不能吸引乘客乘坐。

### 年表
- 1926年（大正15年）11月15日 - 批出鐵道許可狀（南設樂郡東鄉村-北設樂郡田口町之間）[5]。
- 1927年（昭和2年）11月6日 - 田口鐵道株式會社成立[6][7]。
- 1929年（昭和4年）5月22日 - 田口鐵道鳳來寺口（現時：本長篠）至三河海老之間開業[8]。
- 1930年（昭和5年）
  - 4月13日 - 三河大草站啟用。
  - 12月10日 - 三河海老 - 清崎之間開業[9]。
- 1932年（昭和7年）12月22日 - 清崎至三河田口之間開業[10]。
- 1936年（昭和11年） - 田口鐵道、豐川鐵道、鳳來寺鐵道（日语：鳳来寺鉄道）共同成為名古屋鐵道旗下公司。
- 1943年（昭和18年）8月1日 - 豐川鐵道和鳳來寺鐵道的路線被國有化，變成飯田線。田口鐵道的路線雖然沒有被國有化，但是實際上由鐵道省（→運輸通信省、運輸省、日本國有鐵道）管理運作。鳳來寺口站改名為本長篠站。
- 1952年（昭和27年） - 日本國有鐵道結束管理此線。
- 1956年（昭和31年）10月1日 - 田口鐵道被也是名古屋鐵道旗下的豐橋鐵道收購合併。成為豐橋鐵道田口線。
- 1963年（昭和38年）3月25日 - 直通至國鐵飯田線豐橋站的班次被取消。
- 1965年（昭和40年）9月17日 - 清崎至三河田口之間由於水災而不能通行。翌年起變為暫停服務。
- 1968年（昭和43年）
  - 8月29日 - 由於水災關係，三河海老至清崎之間暫停營業。
  - 9月1日 - 本長篠至三河田口之間全線廢除[11]。

## 路線數據
截至1965年8月
- 路線距離：本長篠 - 三河田口之間22.6公里
- 車站數目：13座（包含終點站，起點站本長篠由於由國鐵管理，因此不計算在內）
- 軌距：1067mm
- 雙線區間：沒有（全區間單線）
- 電氣化區間：全線（直流1500伏特）
- 閉塞：電氣路籤閉塞
- 隧道：24座
- 橋樑（全長3.5米以上）：17處

## 運行狀況
截至1934年（昭和9年）12月
班次數目：鳳來寺口 - 三河田口之間10個往返
行車時間：鳳來寺口 - 三河田口之間45-47分鐘
截至1965年（昭和40年）9月
班次數目：本長篠 - 三河田口之間15個往返班次
行車時間：本長篠 - 三河田口之間43-49分鐘
截至1967年（昭和42年）9月
班次數目：本長篠 - 清崎之間15個往返班次
行車時間：本長篠 - 清崎之間36-43分鐘
另外，為了方便鳳來寺參拜客，當時曾設有直通至國鐵飯田線的臨時直通列車。在1961年（昭和36年），曾經設有來自名古屋站的直通快速列車（在豐橋站以西的停車站與現今的新快速相似）「臨電鳳來」。在此以前，80系電動列車曾經在線內試行行走。可是由於電壓不足等許多問題，導致不能在線內行走正常班次。
另外，曾經設有來自名鐵線的團體專用列車駛入此線內。在1954年（昭和29年）小坂井支線廢除前，該列車會途經該線，再途經飯田線才駛入此線。當時使用名鐵列車。並在1950年代前仍然存在。
另外，為了愛知縣立鳳來寺高等學校上學者，本長篠至鳳來寺之間設有區間列車班次。
- 參考資料
  - 白井良和《鐵道畫刊》No.461[12]
  - 白井良和《RAILFAN》No.527

## 車站列表
- 參考資料：《日本鐵道旅行地圖帳》7號[13]和[14]。
- 所有車站位於愛知縣內。
- 車站名稱和位置名稱取自廢線一刻（清崎 - 三河田口之間在1966年10月1日，三河海老 - 清崎之間在1968年8月29日起暫停營業。在沒有重開下許廢除）。

圖例
軌道 … ｜：不可列車交會（停留場） ◇：可列車交會
| 中文站名        | 日文站名        | 英文站名        | 站間營業距離 | 累計營業距離 | 接續路線                                                                                  | 軌道 | 所在地          |
| --------------- | --------------- | --------------- | ------------ | ------------ | ----------------------------------------------------------------------------------------- | ---- | --------------- |
| 本長篠          |                 | Hon-nagashino   | -            | 0.0          | 日本國有鐵道：飯田線                                                                      | ｜   | 南設樂郡 鳳來町 |
| 三河大草        |                 | Mikawa-ōkusa    | 2.6          | 2.6          |                                                                                           | ｜   | 南設樂郡 鳳來町 |
| 鳳來寺          |                 | Hōraiji         | 2.2          | 4.8          |                                                                                           | ◇    | 南設樂郡 鳳來町 |
| （臨時乘降場）* | （臨時乘降場）* | （臨時乘降場）* | 不適用       | 不適用       |                                                                                           | ｜   | 南設樂郡 鳳來町 |
| 玖老勢          |                 | Kuroze          | 2.7          | 7.5          |                                                                                           | ◇    | 南設樂郡 鳳來町 |
| 三河大石        |                 | Mikawa-ōishi    | 1.6          | 9.1          |                                                                                           | ｜   | 南設樂郡 鳳來町 |
| 三河海老        |                 | Mikawa-ebi      | 2.5          | 11.6         |                                                                                           | ◇    | 南設樂郡 鳳來町 |
| 瀧上            |                 | Takiue          | 1.2          | 12.8         |                                                                                           | ｜   | 南設樂郡 鳳來町 |
| 田峰            |                 | Damine          | 2.6          | 15.4         | 名古屋營林局新城營林署：森林鐵道段戶山線（田峯森林鐵道） 田峯鰻澤線（貨物線，1960年廢除） | ◇    | 北設樂郡 設樂町 |
| 長原前          |                 | Nagaramae       | 1.6          | 17.0         |                                                                                           | ｜   | 北設樂郡 設樂町 |
| 清崎            |                 | Kiyosaki        | 1.1          | 18.1         |                                                                                           | ◇    | 北設樂郡 設樂町 |
| （貨）大久賀多  |                 |                 | N/A          | N/A          |                                                                                           | ｜   | 北設樂郡 設樂町 |
| （臨）鮎淵**    |                 | Ayubuchi        | N/A          | N/A          |                                                                                           | ｜   | 北設樂郡 設樂町 |
| 三河田口        |                 | Mikawa-taguchi  | 4.5          | 22.6         | 名古屋營林局新城營林署：森林鐵道段戶山線（田口森林鐵道） 田口椹尾線（貨物線，1963年廢除） | ｜   | 北設樂郡 設樂町 |

- * 只於鳳來寺山大祭日（11月23日）營業。站名不詳。
- ** 只於香魚捕撈季節營業。

## 運輸業績
| 年度 | 載客員（人） | 貨運量（公噸） | 營業收入（日圓） | 營業支出（日圓） | 營業利潤（日圓） | 其他支出（日圓）      | 支付利息（日圓） | 政府補貼（日圓） |
| ---- | ------------ | -------------- | ---------------- | ---------------- | ---------------- | --------------------- | ---------------- | ---------------- |
| 1929 | 105,074      | 4,005          | 23,355           | 29,894           | ▲ 6,539          | 洪水後修復費用2,550   | 965              |                  |
| 1930 | 169,783      | 9,448          | 43,427           | 58,230           | ▲ 14,803         | 雜項損失66            | 33,856           | 45,352           |
| 1931 | 215,091      | 12,038         | 57,224           | 63,200           | ▲ 5,976          | 雜項損失51            | 79,792           | 78,235           |
| 1932 | 208,812      | 16,546         | 58,217           | 57,790           | 427              | 雜項損失3,128         | 66,060           | 90,734           |
| 1933 | 238,835      | 24,593         | 73,498           | 73,225           | 273              | 雜項損失37            | 81,633           | 99,999           |
| 1934 | 242,236      | 26,557         | 75,194           | 82,809           | ▲ 7,615          | 雜項損失266           | 61,223           | 167,811          |
| 1935 | 230,956      | 29,444         | 77,910           | 84,911           | ▲ 7,001          | 折舊170,352           | 38,606           | 196,642          |
| 1936 | 243,466      | 24,364         | 81,037           | 74,895           | 6,142            | 雜項損失與折舊169,892 | 28,307           | 191,207          |
| 1937 | 274,825      | 26,831         | 86,929           | 78,993           | 7,936            | 雜項損失與折舊154,819 | 18,447           | 164,265          |
| 1939 | 387,852      | 34,112         |                  |                  |                  |                       |                  |                  |
| 1941 | 556,876      | 61,492         |                  |                  |                  |                       |                  |                  |
| 1943 | 805,855      | 63,428         |                  |                  |                  |                       |                  |                  |
| 1945 | 1,397,248    | 50,260         |                  |                  |                  |                       |                  |                  |
| 1949 | 1,210,667    | 75,894         |                  |                  |                  |                       |                  |                  |

- 資料取自各年度版《鐵道統計資料》、《鐵道統計》、《國有鐵道陸運統計》和《地方鐵道軌道統計年報》。

## 車輛

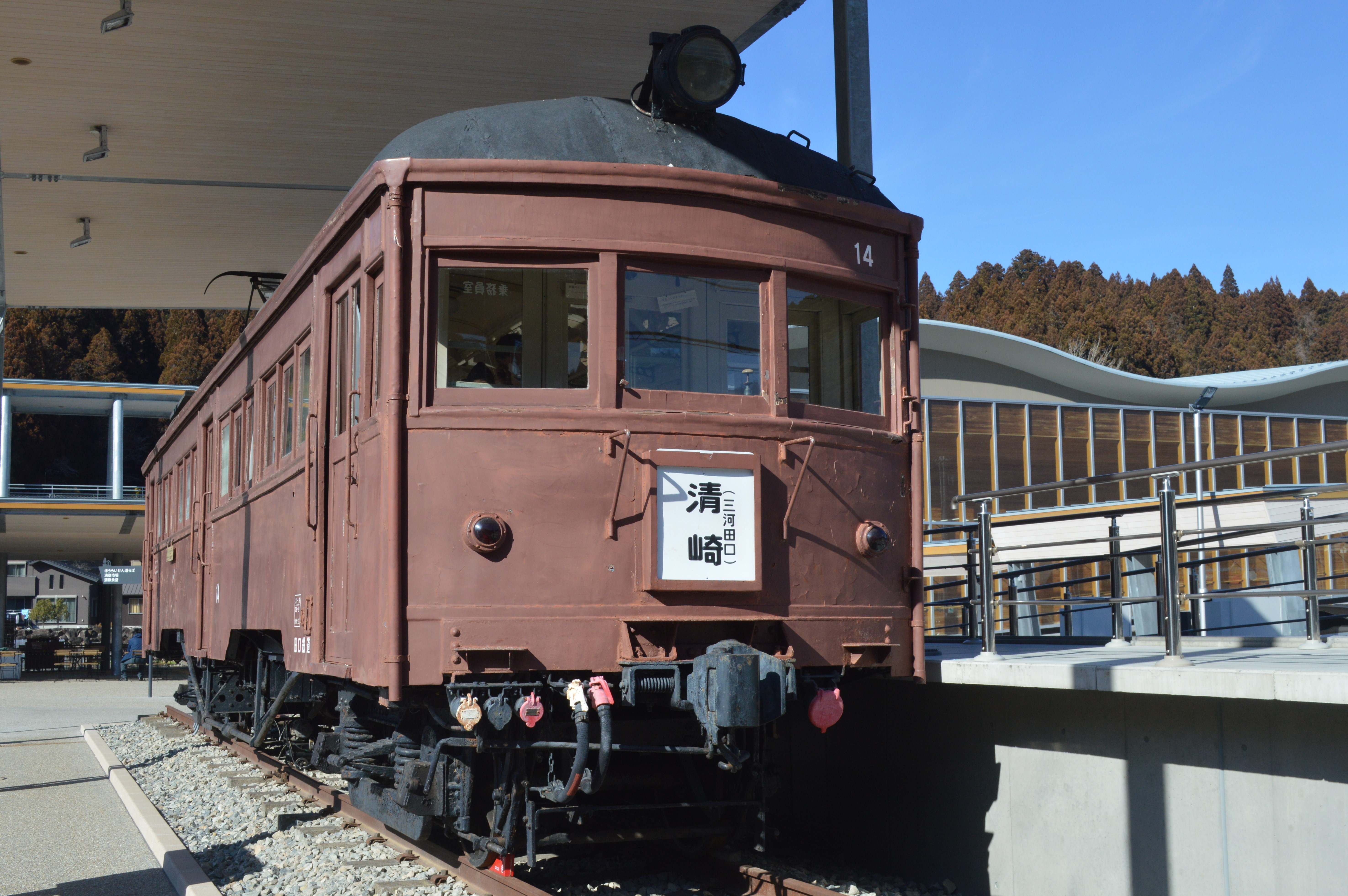
在道之驛設樂保存中的MoHa14電動列車

電力機車DeKi53、電動列車 電3形 (101, 102) 均在開業時引入的一手車輛。在1951年，從國鐵購入舊豐川鐵道MoHa14、15。在1955年製造了SaHa201，該車輛原本是一架鐵路貨車ToMu602（舊·國鐵ToMu6782）改裝而成。在1956年，從國鐵購入舊豐川鐵道MoHa31，購入後的車站編號變為MoHa38。所有鐵路貨車不是新車，而是從國鐵、豐川鐵道和名古屋鐵道等公司轉讓過來。
- 電動列車 - 參見「豐川鐵道·鳳來寺鐵道·田口鐵道電動列車（日语：豊川鉄道・鳳来寺鉄道・田口鉄道の電車）」
  - MoHa30形 36,37,38
  - MoHa10形 14,15
  - SaHa201（拖卡）
- 電力機車
  - DeKi50形（日语：田口鉄道デキ50形電気機関車） 53
- 貨車
  - Wa70形 71,72 （前豐川鐵道WaFu4,WaFu5）
  - To100形 101,102,103 （前國鐵To499,To488,To312）
  - Wa80形 81 （前日本毛織（日语：日本毛織）一宮工場）
  - To150形 157（日语：名鉄ト150形貨車#概要）
  - トフ70形 71（日语：名鉄ト150形貨車#概要）
  - To200形 200 （前國鐵To6865）
  - To200形 233,234（日语：名鉄ト200形貨車#概要）

## 廢線跡
- 在廢線後，許多遺跡被留下來，變成國道、縣道等當地住民的生活道路和上學通道。
- 在本長篠站附近的內金隧道附近，種植了許多河津櫻，在開花時期會有許多人們前往該處拍照「打卡」。
- 在長篠附近的愛知縣道32號長篠東榮線（日语：愛知県道32号長篠東栄線）旁，可看見大井川橋樑的橋腳遺跡。
- 在舊三河大草站遺址處，雖然已經荒廢，但是近年也會定期清理雜草。
- 舊鳳來寺站站舍變成了「豐鐵鳳來寺食堂」，後來曾經進行改建。現時已經被拆毀，變成停車場。
- 舊三河海老站遺址變為豐鐵巴士海老管理所。在平成初期把站舍拆毀後，變成巴士迴轉場，一日有數班巴士使用。後來由於進行縣道繞道工程，路基已經被剷平，海老至瀧上之間的部分區間已經不能通行。
- 在田口線，擁有一條縣內最長鐵路隧道，名為稻目隧道。在廢線後曾成為代行巴士專用隧道。後來在1979年進行擴寬工程後，變成雙線雙程行車及單邊行人道的縣道「愛知縣道389號富榮設樂線（日语：愛知県道389号富栄設楽線）（開通當初名為「鳳來設樂線」）。現時，豐鐵巴士（日语：豊鉄バス）的田口新城線途經該隧道。
- 「第二寒狹川橋樑」靠近清崎一方，於田峰站的場內信號機，以及清崎站的站名牌，均在廢線至1996年（平成8年）期間被保存下來。後來被撤去，放置在當地建築公司的倉庫旁邊。現時已經重新塗上新的塗裝並繼續被保管。
- 在設樂町內，跨越寒狹川的「第三寒狹川橋梁」箱上橋（通稱：辨天橋）和「第四寒狹川橋梁」平野橋（通稱：高鐵橋），均變為一般町道。
- 舊三河田口站舍（設樂町營巴士宇連長江線田尻巴士站下車即可到達）一直被保留下來。直至現時還未有任何維護作業進行。在鮎淵（臨）停車場附近設有一個興建設樂水壩（日语：設楽ダム）的工程。在2005年，站舍北邊的候車室部分因缺乏支撐而造成倒塌。在廢線43年後的2011年8月21日深夜，整個站舍倒塌[15]。在北邊的田口森林軌道遺址預定為水壩淹沒的地方[16]。
- 在設樂町田口設有一座「奧三河鄉土館」資料館。該處存放了一架田口線的電動列車（MoHa14）（靜態保存）。該車輛在廢線後的9年之間，被放置在田峰站站內，後來才遷移至奧三河鄉土館。車內一半的長椅被撤去，隨後設置了玻璃櫃，變成了「田口線資料展示室」。另外在奧三河鄉土館館內，利用復刻技術，把一條前員工使用8毫米菲林拍攝田口線營業時代的樣子，轉換為VHS 影片，並在館內放映（但是畫質不良好）。後來，隨著「奧三河鄉土館」資料館遷移至設樂町清崎內的道之驛設樂（日语：道の駅したら），上述的車輛也被遷移至該處。
- 關於其他保留下來的鐵路遺跡，還有在長篠醫王寺（日语：医王寺 (新城市)）內的三河大草站站名標、坡度標記和曲線標記。在「學童農園山彥之丘」內，於傳承館一角放置了鳳來寺站站名牌和於田口線內使用的鐵路用品。在鳳來寺小學（日语：新城市立鳳来寺小学校）內，於廢線後10年之間，保存了玖老勢站和鳳來寺站的站名牌。隨著校舍改建，兩塊牌已被撤去。

## 注腳

## 外部連結
- Virtual State 穗之國 : 漫步田口線廢線遺跡！（前編） （页面存档备份，存于）（日語）
- Virtual State 穗之國 : 漫步田口線廢線遺跡！（後編） （页面存档备份，存于）（日語）